# Vulkanski asteroid
Vulkánski asteroídi ali vulkanoídi so člani domnevne skupine asteroidov, ki bi krožili po stabilnem tiru na razdalji od 0,08 do 0,21 a.e. od Sonca (to je znotraj Merkurjevega tira).
Ime imajo po domnevnem planetu Vulkanu, ki so ga neuspešno iskali astronomi 19. stoletja, da bi pojasnili nenavadno sukanje Merkurjevega prisončja. To obliko precesije je pozneje pojasnila Einsteinova splošna teorija relativnosti tako, da ni bilo več potrebe po prisotnosti neznanega planeta. Teorijo o obstoju Vulkanoidov je razvil Charles Dillon Perrine.

## Odkrivanje
Doslej niso odkrili še nobenega Vulkanoida, čeprav so jih poskušali najti. V iskanje se je vključila tudi NASA z uporabo letal F-18 in podorbitalnih raket tipa Black Brant. Uporabili so tudi vesoljski observatorij SOHO, ki bi moral opaziti takšna telesa blizu Sonca (zaznal pa je na stotine manjših kometov). Opazovanje Vulkanoidov z zemeljskega površja je zelo težko zaradi bližine Sonca. Opazovati bi jih morali samo ob vzhodu ali zahodu Sonca. Dodatna možnost je opazovanje ob popolnem Sončevem mrku. Veliko si obetajo tudi od sonde Messenger, ki je prišla v Merkurjev tir leta 2011.

## Značilnosti
Če bi Vulkanoidi obstajali, bi to bili poseben tip Apohelskih asteroidov. Po rezultatih dosedanjih opazovanj bi lahko bili samo manjši od 50 km v premeru. Od asteroidov z veliko izsrednostjo nekateri sekajo tudi Merkurjev tir (zgled: asteroid 1566 Ikar)